# The Holly Cousins
The Holly Cousins, más conocidos como The Hollys, fue un equipo de lucha libre profesional, que trabajaron para la World Wrestling Federation entre 1999 y 2001, formado por los primos (en Kayfabe) Crash Holly, Hardcore Holly y Molly Holly.

## Historia

### Creación
Hardcore, que debutó en la World Wrestling Federation en 1994, introdujo a su primo Crash Holly el 16 de agosto de 1999. Después vino el tercer primo Holly. Hicieron equipo por primera vez en SummerSlam, y fueron alternando durante las siguientes semanas de rivales y compañeros. Desde septiembre, empezaron a formar un equipo a tiempo completo, durante el cual empezaron a decir que pesaban más de 400 libras, así que debían ser considerados "super heavyweights".
El 19 de octubre de 1999, en RAW is WAR, Crash y Hardcore ganaron el Campeonato Mundial por Parejas de la WWF tras derrotar a Rock 'n' Sock Connection, después de que Mankind rehusara formar parte del equipo en la pelea y Triple H interfiriera. Consiguieron mantener los títulos durante tres semanas antes de que regresaran a las manos de Mankind y su nuevo compañero Al Snow durante la edición del 4 de noviembre de SmackDown!.

### Título Hardcore
A principios del 2000, The Holly Cousins empezaron un feudo alrededor del Campeonato Hardcore. Hardcore fue el primero en ganar el título en 1999, antes del debut de Crash; y Crash lo ganó el 2 de febrero del 2000 tras derrotar a Test. Ambos empezaron a pelear por el título, incluyendo una Hardcore Battle royal en WrestleMania 2000, donde Crash entró como campeón y salió Hardcore. Crash recuperó el título el día antes de Wrestlemania, y, después de eso, pelearon como equipo por última vez alrededor de 6 meses.
Durante esos meses Crash consiguió el Campeonato Hardcore 22 veces y tomó el apodo de "The Houdini of Hardcore". Hardcore se rompió un brazo en la realidad en una pelea contra Kurt Angle y se retiró durante un tiempo.

### Reforma

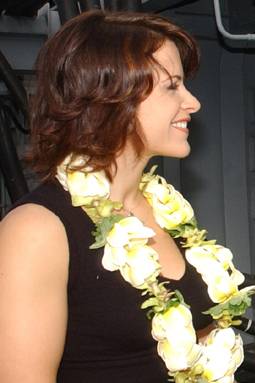
Molly Holly, actualmente retirada.

En octubre del 2000, Crash empezó un feudo con Test and Albert. Este fue el debut de su otra "prima", Molly Holly. Ella debutó el 6 de noviembre del 2000 en RAW, atacando a Trish Stratus, quien era la mánager de T&A. Esto hizo que los Holly volvieran a tener un feudo con T&A y su mánager, Trish Stratus.
Hardcore y Crash tuvieron oportunidades para ganar el Campeonato Mundial por Parejas de la WWE, pero no podían pelear en equipo. Ellos compitieron en la División Hardcore y la decisión del título por equipos durante unos pocos meses. Molly tuvo muchas oportunidades para ganar el Campeonato Femenino de la WWE, pero perdió en todas las ocasiones.
A principios de 2001, The Hollys empezaron un feudo con The Dudley Boyz. En mayo de 2001, Crash y Hardcore, junto a Bubba & D-Von Dudley se enteraron de que Molly estaba enamorada de Spike Dudley. El feudo se intensificó cuando encontraron a Spike y Molly cogidos en el medio. El 28 de mayo de 2001, the Dudley Boys agarraron a Molly y la lanzaron contra una mesa con Spike intentando protegerla. Mientras que la relación de Spike y Molly progresaba, el feudo entre los Hollys y los Dudleys fracasó.
Esto fue el inicio de su disolución, ya que, desde entonces, Molly acompañaba a Spike a todas sus peleas, Crash fue transferido a SmackDown!, y Hardcore se volvió a lesionar en septiembre de 2001.

## En lucha
- Movimientos finales
  - Superplex de Crash seguido de diving splash de Hardcore[43]

## Campeonatos y logros
- World Wrestling Federation / Entertainment
  - WWF Tag Team Championship (1 vez) - Crash & Hardcore[15]
  - WWE Hardcore Championship (29 veces) - Crash (22 veces); Hardcore (6 veces); Molly (1 vez)[19]
  - WWE Women's Championship (2 veces) - Molly[44][45]